# Onthophagus margaretensis
Onthophagus margaretensis là một loài bọ cánh cứng trong họ Bọ hung (Scarabaeidae).